# ایستگاه اصلی براتیسلاوا
ایستگاه اصلی براتیسلاوا (آلمانی: Pressburger Hauptbahnhof) یک ایستگاه راه‌آهن در شهر براتیسلاوا، اسلواکی است.
این ایستگاه که در سال ۱۸۴۸ تأسیس شده به راه‌آهن سراسری اسلواکی متصل است، ایستگاه براتیسلاوا همچنین به کشورهای اتریش، کرواسی (در تابستان فقط)، جمهوری چک، آلمان، مجارستان، لهستان، صربستان و سوئیس قطار مسافری دارد.

## نگارخانه

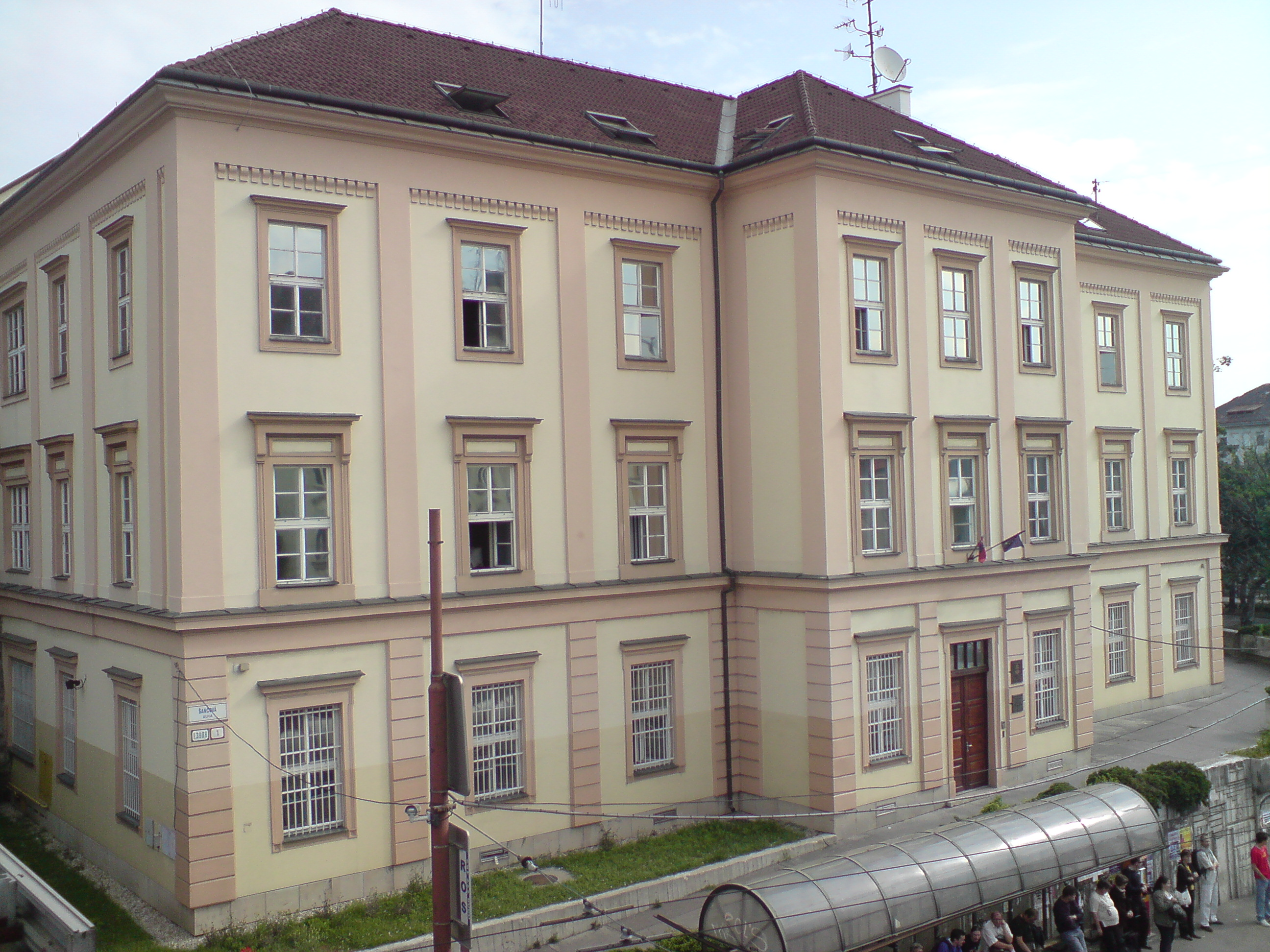
ساختمان اولیه ایستگاه
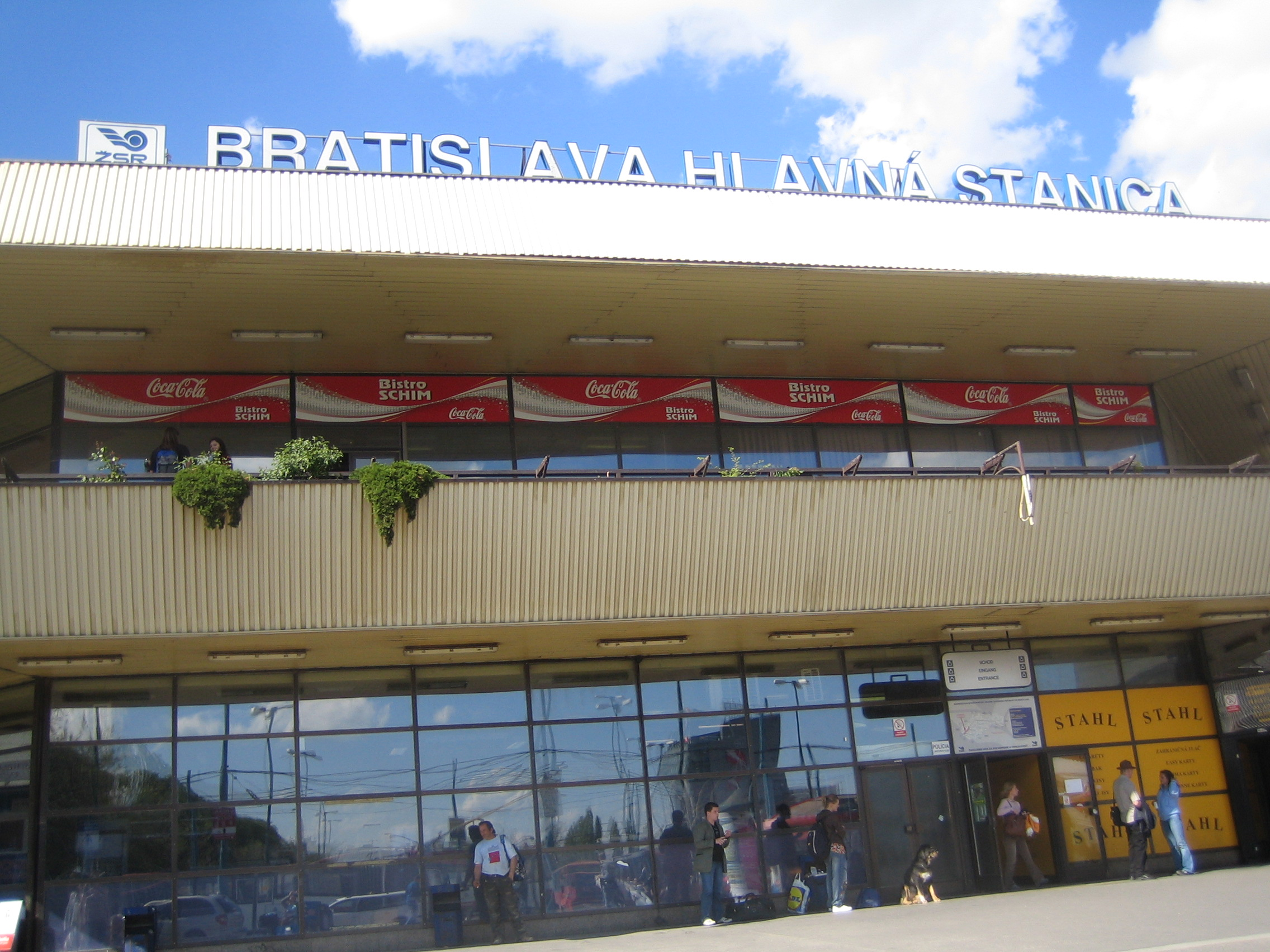
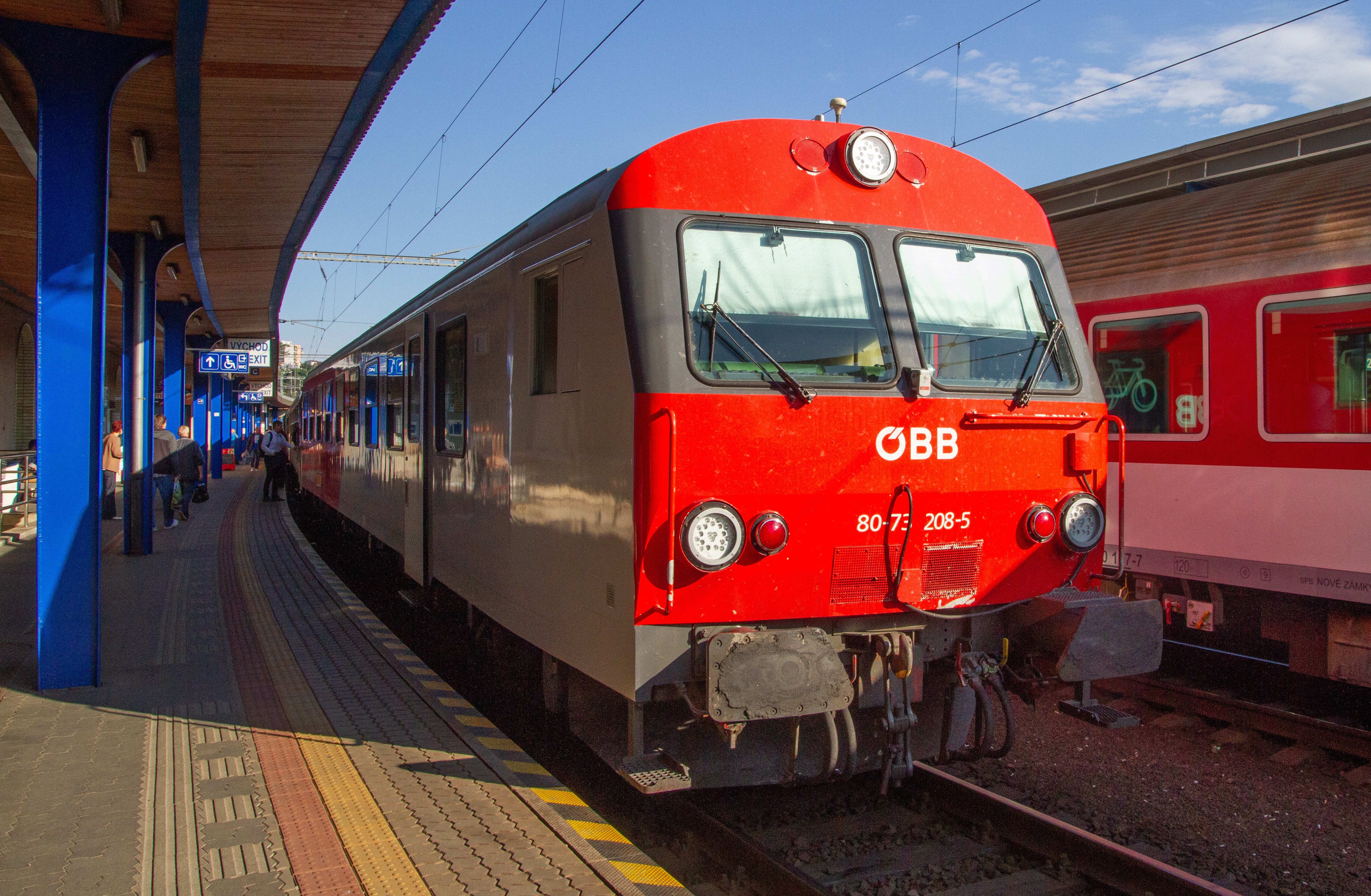
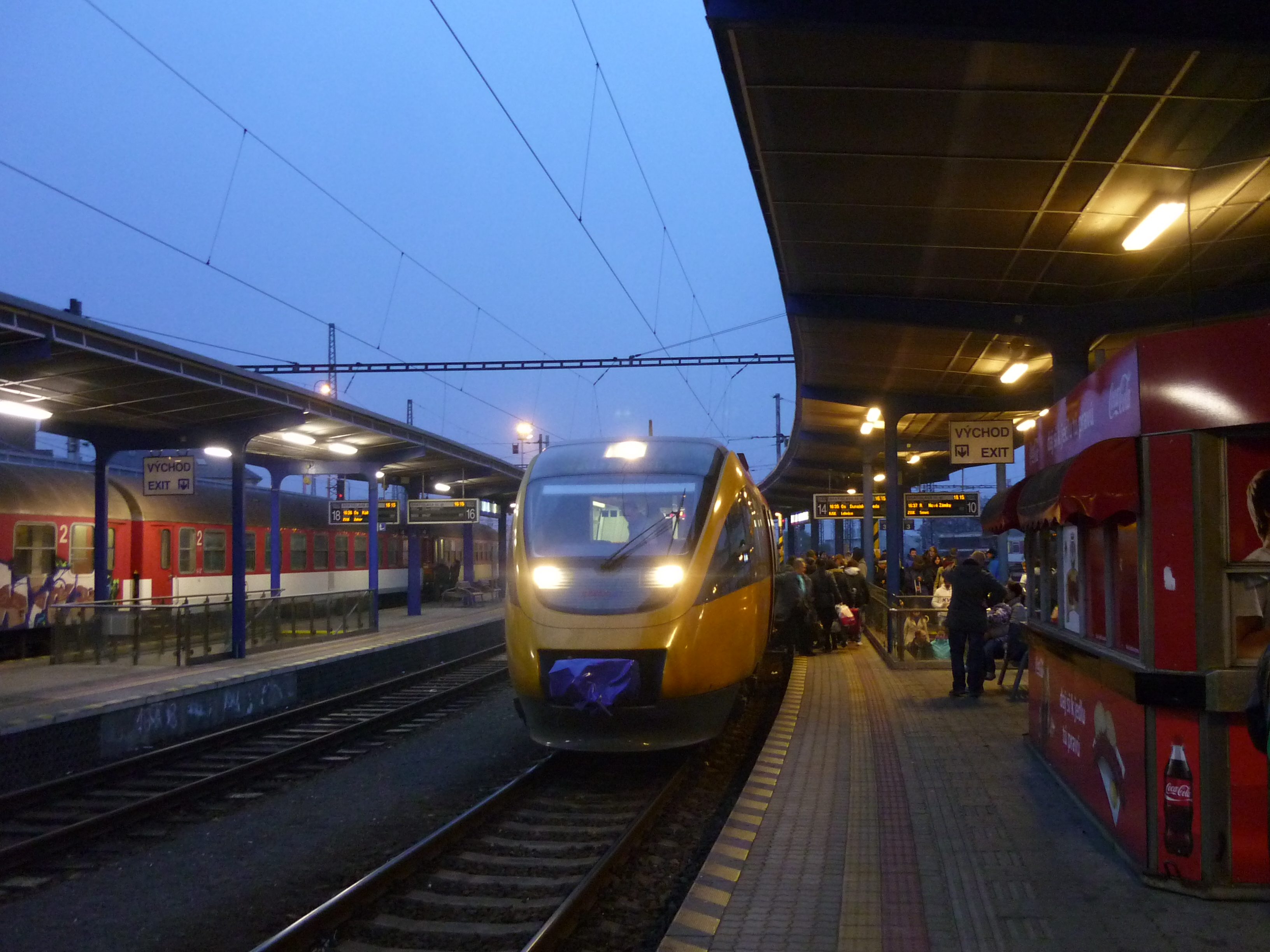